# 에핑포리스트구

에핑포리스트구의 위치

에핑포리스트구(영어: Epping Forest District)는 잉글랜드 에식스주에 위치한 비도시 자치구로 중심 도시는 에핑이며 인구는 128,777명(2014년 기준), 면적은 338.99km2이다.